# کوه فارستا
کوه فارستا (به انگلیسی: Mount Foresta) یک کوه در ایالات متحده آمریکا است که در آلاسکا واقع شده‌است.